# Полоносы
Полоносы (лат. Cleonis) — род жесткокрылых семейства долгоносиков.

## Описание
Форма тела удлинённо-овальная, элитры позади грудного щита не выдаются углами. Грудной щит снизу и спереди вырезан, кпереди сужен, его длина равна приблизительно его ширине у основания, задний край его имеет двойную выемку, а боковые края образуют кпереди покрытый ресничками выступ, доходящий до глаз. Щиток (scutellum) маленький. Хоботок короче грудного щита, сверху уплощенный, ребристый. С обеих сторон его проходит бороздка (для стебелька коленчатых сяжков), идущая книзу. Глаза большие, длинным размером поставленные вертикально. Когти у основания сросшиеся. Перепончатые крылья обычно имеются. Личинки (безногие, как вообще у слоников) живут свободно в земле, питаясь корнями растений.
Головотрубка с двойным срединным килем и боковыми кантами, благодаря чему кажется трёхбороздчатой.

## Виды
В составе рода:
- Cleonis pigra (Scopoli, 1763)
- Cleonis sardoa Chevrolat, 1869)